# Рико (Колорадо)
Рико (англ. Rico) — місто (англ. town) в США, в окрузі Долорес штату Колорадо. Населення — 288 осіб (2020).

## Географія
Рико розташоване за координатами 37°41′19″ пн. ш. 108°1′53″ зх. д. / 37.68861° пн. ш. 108.03139° зх. д. (37.688569, -108.031434).  За даними Бюро перепису населення США в 2010 році місто мало площу 1,96 км², уся площа — суходіл.

### Клімат
| Клімат : Рико                                | Клімат : Рико | Клімат : Рико | Клімат : Рико | Клімат : Рико | Клімат : Рико | Клімат : Рико | Клімат : Рико | Клімат : Рико | Клімат : Рико | Клімат : Рико | Клімат : Рико | Клімат : Рико | Клімат : Рико |
| Показник                                     | Січ.          | Лют.          | Бер.          | Квіт.         | Трав.         | Черв.         | Лип.          | Серп.         | Вер.          | Жовт.         | Лист.         | Груд.         | Рік           |
| Середній максимум, °C                        | 3,4           | 4,4           | 6,3           | 10,3          | 15,9          | 21,4          | 24,1          | 22,9          | 19,2          | 14,6          | 7,7           | 4,2           | 12,9          |
| Середній мінімум, °C                         | −14,9         | −13,6         | −10,3         | −6,2          | −2,1          | 0,9           | 4,6           | 4,2           | 0,4           | −4            | −9,6          | −13,8         | −5,3          |
| Норма опадів, мм                             | 63            | 55            | 62            | 46            | 42            | 33            | 71            | 74            | 59            | 54            | 51            | 58            | 667           |
| -------------------------------------------- | ------------- | ------------- | ------------- | ------------- | ------------- | ------------- | ------------- | ------------- | ------------- | ------------- | ------------- | ------------- | ------------- |
| Джерело: The Western Regional Climate Center |               |               |               |               |               |               |               |               |               |               |               |               |               |

## Демографія
Згідно з переписом 2010 року, у місті мешкало 265 осіб у 125 домогосподарствах у складі 64 родин. Густота населення становила 135 осіб/км².  Було 210 помешкань (107/км²).
Расовий склад населення:
| - 96,2 % — білих - 2,6 % — корінних американців - 0,4 % — чорних або афроамериканців |

До двох чи більше рас належало 0,0 %. Частка іспаномовних становила 5,3 % від усіх жителів.
За віковим діапазоном населення розподілялося таким чином: 20,8 % — особи молодші 18 років, 72,0 % — особи у віці 18—64 років, 7,2 % — особи у віці 65 років та старші. Медіана віку мешканця становила 40,6 року. На 100 осіб жіночої статі у місті припадало 120,8 чоловіків;  на 100 жінок у віці від 18 років та старших — 144,2 чоловіків також старших 18 років.
Середній дохід на одне домашнє господарство  становив 46 687 доларів США (медіана — 31 458), а середній дохід на одну сім'ю — 57 483 долари (медіана — 46 250). Медіана доходів становила 41 786 доларів для чоловіків та 38 750 доларів для жінок. За межею бідності перебувало 21,1 % осіб, у тому числі 25,0 % дітей у віці до 18 років та 0,0 % осіб у віці 65 років та старших.
Цивільне працевлаштоване населення становило 91 осіб. Основні галузі зайнятості: мистецтво, розваги та відпочинок — 33,0 %, освіта, охорона здоров'я та соціальна допомога — 19,8 %, будівництво — 12,1 %, інформація — 8,8 %.